# Teary Eyed
Teary Eyed är en låt av den amerikanska rapparen Missy Elliott från albumet The Cookbook (2005). Låten är en hiphopballad. Låten gick inte in på Billboard Hot 100 och nådde låga positioner på internationella listor.